# Rio Guareí
O Rio Guareí é um rio brasileiro do estado de São Paulo. Afluente do Rio Paranapanema, nasce no município de Guareí e atravessa-o, cortando também o município de Angatuba, onde desagua no rio Paranapanema bem próximo a ponte da rodovia SP-270 a 12 quilômetros em linha reta da cidade de Paranapanema. Tem um curso de cerca de 96,6 quilômetros.